# 10 Ciężka Brygada Pancerna (ZSRR)

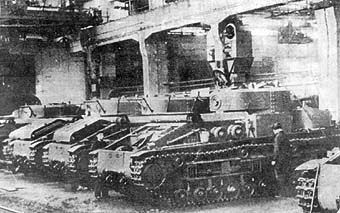
T-28

10 Ciężka Brygada Pancerna (znana też jako: 10 Brygada Czołgów, 10 Brygada Pancerna) – jedna z brygad radzieckich wojsk pancernych, m.in. okresu II wojny światowej.
W czasie agresji sowieckiej na Polskę żołnierze radzieckiej 10 Brygady Czołgów brali udział w rajdzie na Tarnopol. 
W dniu agresji na Polskę brygada posiadała 8 czołgów T-26, 205 czołgów BT, 98 czołgów T-28  i 19 samochodów pancernych.
Do działań brygada wyprowadziła 152 wozy bojowe. Po ich zakończeniu pozostało 152 sprawne wozy bojowe. Zginął 1 żołnierz, a 9 zostało rannych.

## Działania bojowe
We wrześniu 1939 brygadę podporządkowano dowódcy Winnickiej Grupy Armijnej. Zgodnie z planem brygada do 15 września miała być osiągnąć gotowość bojową w rejonie Wojtowcy. Jednakże z powodu opóźnień, wyładowanie ostatnich transportów kolejowych nastąpiło 19 września kiedy już niektóre pododdziały brygady były pod Lwowem.W składzie dwóch batalionów I kompanii rozpoznawczej skoncentrowała się pod Mysłową i została przydzielona do 17 Korpusu Strzeleckiego.
Według meldunku dowódcy 10 BPanc płk. K. Iwanowa ciągu całego okresu działań brygada zdobyła 24 samochody, 6302 karabiny, 113 karabinów maszynowych, 16 armat. Rozbrojono i wzięto do niewoli: 1 generała, 770 oficerów i 6739 żołnierzy polskich.

## Struktura organizacyjna
W 1939
- 51 batalion czołgów
- 54 batalion czołgów
- 57 batalion czołgów
- 62 batalion czołgów
- batalion remontowy

## Dowódcy brygady
- płk Gieorgij Iwanow (był w 1939)[5]